# Heinrich Buchenau
Heinrich Buchenau (* 20. April 1862 in Bremen; † 15. Mai 1931 in München) war ein deutscher Numismatiker.

## Leben
Heinrich Buchenau war der älteste Sohn des Bremer Lehrers und Botanikers Franz Buchenau und seiner Frau Margarethe Auguste geb. Adami († 1905).  Der Kaufmann und Kunstsammler Siegfried Buchenau war ein Bruder Heinrichs.
Er studierte Philologie und Geschichte an den Universitäten in Leipzig, Jena und Straßburg, wo er 1887 promoviert wurde. Nach dem Abschluss ging er zunächst in den Schuldienst und unterrichtete Geographie und Geschichte am Sophienstift in Weimar. In dieser Zeit setzte nebenberuflich seine wissenschaftliche Beschäftigung mit der Numismatik des Mittelalters ein, die zu zahlreichen Veröffentlichungen auf numismatischem Gebiet führte. Von 1908 bis 1927 war er Kustos an der Staatlichen Münzsammlung in München und ordnete deren mittelalterliche Bestände nach wissenschaftlichen Grundsätzen. Seit 1916 lehrte er dazu als Honorarprofessor für mittelalterliche Numismatik und Geldgeschichte an der Universität München.
Heinrich Buchenau war von 1899 bis 1928 Herausgeber der Blätter für Münzfreunde, in denen er zahlreiche seiner Aufsätze veröffentlichte. Sein schriftlicher Nachlass liegt in der Staatlichen Münzsammlung München. Seine Münzsammlung wurde 1931 in München bei Helbing versteigert.
Der Verleger und Buchgestalter Siegfried Buchenau war sein Sohn.

## Schriften (Auswahl)
- Über den Gebrauch und die Stellung des Adjectivs in Wolframs Parzival. Köthen 1887 (= Dissertation).
- Der Bremer Fund, in: Zeitschrift für Numismatik 19, 1895, S. 1–52 (Digitalisat).
- Der Brakteatenfund von Niederkaufungen bei Cassel. Ein Beitrag zur Geschichte des mittelalterlichen Münzwesens, besonders der Gebiete von Hessen, Thüringen, Waldeck und der Erzbischöfe von Mainz. Dresden 1903.
- Der Bracteatenfund von Seega. Ein Beitrag zur Erforschung der deutschen Münzdenkmäler aus dem Zeitalter der staufischen Kaiser. Elwert, Marburg 1905 (Digitalisat).
- Die Münze in ihrer geschichtlichen Entwicklung vom Altertum bis zur Gegenwart (= Grundriss der Münzkunde Band 2). Teubner, Leipzig 1920.
- Der Marburger Brakteatenfund. Halle/Saale 1924.